# Khédive
Le titre de khédive (du mot persan خدیو xidīw, xadīw, signifiant « seigneur », ou « vice-roi ») est un titre héréditaire accordé en 1867 par le gouvernement ottoman au pacha d'Égypte, à l'époque Ismaïl Pacha.

## Biographie
Celui-ci appartenait à une dynastie musulmane d'origine albanaise, fondée en 1805 par Méhémet Ali. Cette dynastie a d'abord régné sur l'Égypte en tant que pachas (gouverneurs semi-indépendants), puis en tant que Khédives héréditaires.
Méhémet Ali avait reçu le soutien des sultans ottomans et en particulier celui de Selim III pour ses projets de réforme, mais il avait aussi guerroyé contre ses suzerains et s'était emparé, pour une dizaine d'années (1839-1840), de la Palestine, de la Syrie, de Chypre, de la Crète et de Thasos.
Mais ce n'est qu'à partir du règne d'Ismaïl, qui règne de 1863 à 1879, que la dynastie est devenue héréditaire.

## Création du titre
Le titre de khédive est créé par un firman du 8 juin 1867 (5 safar 1284 AH).

## Liste des khédives
- Ismaïl Pacha[3]
- Tawfiq Pacha[4]
- Abbas II Hilmi[5]

Sous Abbas II Hilmi, khédive de 1892 à 1914, les Britanniques envahissent le pays à la fin du XIXe siècle, néanmoins la dynastie reste en place et le titre se maintient jusqu'à la fin de la Première Guerre mondiale. La monarchie héréditaire est ensuite européanisée en royaume, qui prend fin en 1953 lorsque Gamal Abdel Nasser renverse le roi Farouk et proclame la république[réf. nécessaire].

## Culture populaire

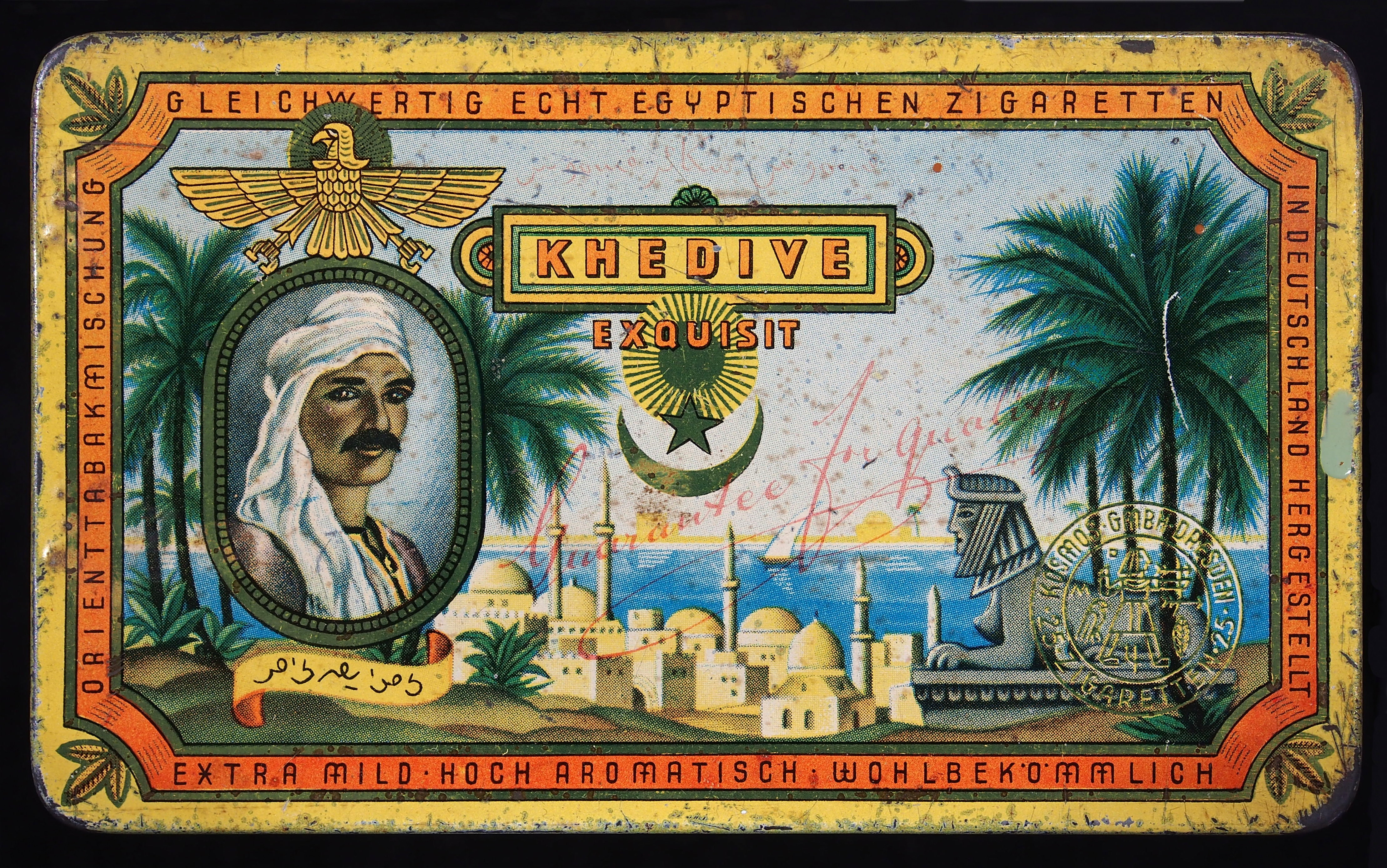
Boîte de cigarette « Khédive »

Le nom « Khédive » a été retenu pour une marque de tabac. À partir des années 1950, de nombreux bars-tabacs français adoptent Le Khédive comme enseigne, car la SEITA, qui détient le monopole de la vente du tabac en France, accorde une subvention aux établissements qui adoptent comme nom celui d'une des marques commercialisées par la SEITA.